# Liste des représentants des États-Unis pour l'Alaska
Depuis 1959, l'État d'Alaska dispose d'un représentant à la Chambre des représentants des États-Unis.

## Délégations historiques
| Congrès                  | Représentants | Représentants          | Parti | Mandat                                                         |
| ------------------------ | ------------- | ---------------------- | ----- | -------------------------------------------------------------- |
| 86e congrès (en)         |               | Ralph J. Rivers (en)   | D     | 3 janvier 1959 — 30 décembre 1966 (7 ans, 11 mois et 27 jours) |
| 87e congrès (en)         |               | Ralph J. Rivers (en)   | D     | 3 janvier 1959 — 30 décembre 1966 (7 ans, 11 mois et 27 jours) |
| 88e congrès (en)         |               | Ralph J. Rivers (en)   | D     | 3 janvier 1959 — 30 décembre 1966 (7 ans, 11 mois et 27 jours) |
| 90e congrès (en)         |               | Howard W. Pollock (en) | R     | 3 janvier 1967 — 3 janvier 1971 (4 ans)                        |
| 91e congrès (en)         |               | Howard W. Pollock (en) | R     | 3 janvier 1967 — 3 janvier 1971 (4 ans)                        |
| 92e congrès (en)         |               | Nick Begich            | D     | 3 janvier 1971 — 29 décembre 1972 (1 an, 11 mois et 26 jours)  |
| 93e congrès (en)         |               | Don Young              | R     | 6 mars 1973 — 18 mars 2022 (49 ans et 12 jours)                |
| 94e congrès (en)         |               | Don Young              | R     | 6 mars 1973 — 18 mars 2022 (49 ans et 12 jours)                |
| 95e congrès (en)         |               | Don Young              | R     | 6 mars 1973 — 18 mars 2022 (49 ans et 12 jours)                |
| 96e congrès (en)         |               | Don Young              | R     | 6 mars 1973 — 18 mars 2022 (49 ans et 12 jours)                |
| 97e congrès (en)         |               | Don Young              | R     | 6 mars 1973 — 18 mars 2022 (49 ans et 12 jours)                |
| 98e congrès (en)         |               | Don Young              | R     | 6 mars 1973 — 18 mars 2022 (49 ans et 12 jours)                |
| 99e congrès (en)         |               | Don Young              | R     | 6 mars 1973 — 18 mars 2022 (49 ans et 12 jours)                |
| 100e congrès (en)        |               | Don Young              | R     | 6 mars 1973 — 18 mars 2022 (49 ans et 12 jours)                |
| 101e congrès (en)        |               | Don Young              | R     | 6 mars 1973 — 18 mars 2022 (49 ans et 12 jours)                |
| 102e congrès (en)        |               | Don Young              | R     | 6 mars 1973 — 18 mars 2022 (49 ans et 12 jours)                |
| 103e congrès (en)        |               | Don Young              | R     | 6 mars 1973 — 18 mars 2022 (49 ans et 12 jours)                |
| 104e congrès (en)        |               | Don Young              | R     | 6 mars 1973 — 18 mars 2022 (49 ans et 12 jours)                |
| 105e congrès (en)        |               | Don Young              | R     | 6 mars 1973 — 18 mars 2022 (49 ans et 12 jours)                |
| 106e congrès (en)        |               | Don Young              | R     | 6 mars 1973 — 18 mars 2022 (49 ans et 12 jours)                |
| 107e congrès             |               | Don Young              | R     | 6 mars 1973 — 18 mars 2022 (49 ans et 12 jours)                |
| 108e congrès             |               | Don Young              | R     | 6 mars 1973 — 18 mars 2022 (49 ans et 12 jours)                |
| 109e congrès             |               | Don Young              | R     | 6 mars 1973 — 18 mars 2022 (49 ans et 12 jours)                |
| 110e congrès             |               | Don Young              | R     | 6 mars 1973 — 18 mars 2022 (49 ans et 12 jours)                |
| 111e congrès             |               | Don Young              | R     | 6 mars 1973 — 18 mars 2022 (49 ans et 12 jours)                |
| 112e congrès             |               | Don Young              | R     | 6 mars 1973 — 18 mars 2022 (49 ans et 12 jours)                |
| 113e congrès             |               | Don Young              | R     | 6 mars 1973 — 18 mars 2022 (49 ans et 12 jours)                |
| 114e congrès             |               | Don Young              | R     | 6 mars 1973 — 18 mars 2022 (49 ans et 12 jours)                |
| 115e congrès             |               | Don Young              | R     | 6 mars 1973 — 18 mars 2022 (49 ans et 12 jours)                |
| 116e congrès             |               | Don Young              | R     | 6 mars 1973 — 18 mars 2022 (49 ans et 12 jours)                |
| 117e congrès (2021-2022) |               | Don Young              | R     | 6 mars 1973 — 18 mars 2022 (49 ans et 12 jours)                |
| 117e congrès (2022-2023) |               | Mary Peltola           | D     | 13 septembre 2022 - 3 janvier 2025                             |
| 118e congrès (2023-2025) |               | Mary Peltola           | D     | 13 septembre 2022 - 3 janvier 2025                             |
| 119e congrès (2025-2027) |               | Nick Begich III        | R     | 3 janvier 2025 - en cours                                      |